# Castiarina harslettae
Castiarina harslettae es una especie de escarabajo del género Castiarina, familia Buprestidae. Fue descrita científicamente por Deuquet en 1957.